# Ондрей Дуда
Ондрей Дуда (словац. Ondrej Duda, нар. 15 грудня 1994, Снина) — словацький футболіст, атакувальний півзахисник клубу «Верона» та збірної Словаччини.

## Клубна кар'єра
У дорослому футболі дебютував 2012 року виступами за «Кошиці», в якому провів півтора сезони, взявши участь у 33 матчах чемпіонату.
У лютому 2014 році перейшов у польську «Легію», зігравши до кінця сезону 12 матчів (3 голи) і допомігши клубу виграти чемпіонат Польщі. Всього встиг відіграти за команду з Варшави 67 матчів у національному чемпіонаті, забивши 10 м'ячів.

## Виступи за збірні
2012 року дебютував у складі юнацької збірної Словаччини, взяв участь у 4 іграх на юнацькому рівні, відзначившись 3 забитими голами.
З 2013 року залучався до складу молодіжної збірної Словаччини. На молодіжному рівні зіграв у 5 офіційних матчах, забив 3 голи.
18 листопада 2014 року дебютував у складі збірної Словаччини у матчу зі збірною Фінляндії.
20 липня 2016 року уклав п'ятирічний контракт з берлінською «Гертою».

## Титули і досягнення
- Володар Кубку Польщі (1):

«Легія»:  2015/16